# Kafkalída (Élide)
Kafkalída, en grec moderne : Καυκαλίδα, est un îlot du dème d'Andravída-Kyllíni, district régional d’Élide, en Grèce-Occidentale.
D'une hauteur de 5,5 mètres, il est situé au point le plus occidental du Péloponnèse dans la mer Ionienne, juste à la sortie de Kyllíni en direction de Zante, avec le mont Énos de Céphalonie en arrière-plan, à trois dixièmes de mille marin de la limite nord-ouest du cap de Glaréntza, auquel il est relié par des hauts-fonds et des écueils. Selon la tradition, l'île aurait autrefois été reliée au continent par une bande de terre.
Sur l'îlot se trouve un phare, construit en 1906, d'une hauteur de 15 mètres et d'une hauteur focale de 19 mètres, constitué d'éléments en maçonnerie et en béton armé et comprenant la tour du phare et la résidence du gardien de phare.
On y trouve des tombes romaines et les vestiges d'une église paléochrétienne.
Selon le recensement de 2011, l'îlot est inhabité.